# Днестровка
Днестро́вка — типичное речное судно, построенное в 1887 году обществом пароходства и торговли в Бендерах, для плавания по реке Днестр и вполне приспособленное к её судоходным особенностям — мелководью.
Днестровка представляла собой берлину облегчённой конструкции, без внутренней обшивки и крыши, длиной 18 саженей (38,4 м), шириной 3⅔ саж. (7,82 м), при высоте борта 1½ аршина (1,07 м). Без груза осадка Днестровки — 6 дюймов, с грузом: 2400 пудов. — 1 фут, 4800 пудов — 1 фут 7 дюймов, 6700 пудов — 2 фута, 8500 пудов — 2½ фута и 10 550 пудов — 3 фута; при глубокой воде может поднять до 15 000 пудов.
Схожий по конструкции тип Днестровки был построен в Бендерах же Эдуардом Верманом. Она вся состояла из сосны, кроме днища, длиной — 20 саженей (42,67 м), шириной — 3⅓ сажени (7,11 м) и высотой борта — 1¾ аршин (1,24 м); при грузе 11 000 пудов осадка 2 фута 11 дюймов.